# Electro Master
Electro Master war eine US-amerikanische Automobilmarke, die ab 1962 von der Nepa Manufacturing Company in Pasadena (Kalifornien) gebaut wurde. 1970 endete die Produktion.
Es handelte sich dabei um ein kleines Elektrofahrzeug mit vier Rädern und zwei Sitzplätzen. Die Karosserie bestand aus GFK. Zum Antrieb diente ein 36-V-Gleichstrommotor mit 1,47 kW. Die sechs 6-V-Batterien sorgten für eine Reichweite von ca. 65 km.